# Durona de Tresali
Durona de Tresali es una  variedad cultivar de manzano (Malus domestica) Esta manzana es originaria de Asturias y es una de las 76 variedades de manzana que se incluyen en la D.O.P. Sidra de Asturias. Está cultivada en la colección de manzanos asturianos del SERIDA.

## Sinonimia
- "Manzana Durona de Tresali"

## Características
El manzano de la variedad 'Durona de Tresali' tiene un vigor medio a elevado. Silueta de la estructura de ramificación (sistema de formación en eje): 13 a 12. Tipo de fructificación: III-II
Época de inicio de floración (promedio periodo 2005-2009): De floración muy tardía, mediados de la primera decena de mayo.
La variedad de manzana Durona de Tresali tiene un fruto de tamaño mediano, con una forma globulosa o globulosa troncónica, con una altura de 63 mm, y una anchura de 71-75 mm; con una relación altura-diámetro intermedia de 0,86 a 0,95; posición del diámetro máximo en el medio. Pruina de la epidermis ausente o débil, siendo la textura de la epidermis lisa, estado ceroso de la epidermis moderado a débil o ausente; color de fondo de la epidermis amarillo verdoso, sobrecolor baja a muy baja o ausente; color del sobrecolor naranja tostado y algunas naranja rosado, con una intensidad de color clara, y con una cantidad de "russeting" (pardeamiento áspero superficial que presentan algunas variedades) baja a muy baja o ausente.
Acostillado interior de la cubeta ocular débil; coronamiento final del cáliz también llamado perfil de cubeta es ligeramente ondulado a ondulado, apertura del ojo es algo abierto, y tamaño del ojo es grande; profundidad de la cubeta ocular es de media a profunda, y la anchura de la cubeta ocular es de media a ancha, y la cantidad de "russeting" en cubeta ocular es baja a muy baja o ausente. Longitud de los sépalos de largos (>5 mm) a medianos (4-5 mm).
Longitud del pedúnculo es corto (11-15 mm), espesor del pedúnculo es mediano, profundidad cubeta peduncular es profunda a media, y la anchura de la cubeta peduncular es ancha, y la cantidad de "russeting" en la cubeta peduncular es alta. Relación cubeta ocular-cubeta peduncular es cilíndrica.
Densidad de las lenticelas de medianamente numerosas, tamaño de las lenticelas es pequeño, siendo el color núcleo de la lenticela marrón,  sin aureola o con aureola blanca. Color de la pulpa crema; apertura de lóculos en sección transversal, están cerrados.
Maduración en la tercera decena de noviembre.

## Rendimientos de producción
Producción: Entrada en producción bastante rápida, cuando alcanza la plena producción ésta es >30 t/ha. Nivel de alternancia medio (contrañada).
Rendimiento en mosto (l/100 kg): 65,0 ± 2,5. Azúcares totales (g/l): 102,1 ± 5,1. Acidez total (g/l H2SO4): 4,9 ± 0,7. pH: 3,5 ± 0,2. Fenoles totales (g/l ac. Tánico): 1,3 ± 0,2. Grupo tecnológico: Ácido ligeramente amargo.

## D.O.P.Sidra de Asturias
La Denominación de Origen Protegida (D.O.P.) sidra de Asturias se ha de elaborar exclusivamente con manzanas procedentes de parcelas asturianas inscritas en el “Consejo Regulador de la Denominación de Origen”, que es el organismo oficial que según el artículo 10 del reglamento (CEE 2081/92) acreditado para certificar que una sidra cumpla los requisitos establecidos en su reglamento para ser “Sidra de Asturias”.
En la actualidad (2018) cuenta con 31 lagares, 322 cosecheros y 843 hectáreas registradas y auditadas.

## Sensibilidades
- Oidio: ataque muy débil
- Moteado: ataque muy débil
- Momificado: ataque muy débil[8]
- Chancro del manzano: ataque muy débil.[4][9]